# Vacância da Presidência do Brasil em 1964
Com o golpe de Estado no Brasil em 1964, em 2 de abril o Congresso Nacional do Brasil declarou vaga a presidência da República ocupada por João Goulart. Como a vacância era prevista para a saída do presidente do país sem autorização do Congresso, o que não era o caso, o ato não tinha sustentação constitucional. Porém, formalizou o golpe, transferindo o cargo ao presidente da Câmara dos Deputados, Ranieri Mazzilli, até a eleição indireta do general Castelo Branco, primeiro presidente militar da ditadura (1964-1985), dias depois.
Os Poderes Executivo e Legislativo haviam entrado em conflito no Governo João Goulart, que não conseguiu passar as suas reformas de base no Congresso e em seus estágios finais governava sem uma maioria parlamentar. Alguns congressistas participavam da conspiração contra seu governo, como Auro de Moura Andrade, presidente do Senado Federal. Com o início do golpe, o general Nicolau Fico, comandante do Exército em Brasília, teve que escolher entre guarnecer o Congresso e policiar a cidade, como desejava Auro, ou não oferecer esse apoio, como queriam Goulart e Darcy Ribeiro, o chefe do Gabinete Civil da Presidência. O presidente esteve na cidade no dia 1, mas à noite seguiu a Porto Alegre, no Rio Grande do Sul.
Quando ele saiu, o general Fico havia tomado o lado do presidente do Senado e o Congresso fora convocado para uma sessão conjunta. A Constituição de 1946 definia três formas de afastamento do presidente da República: a renúncia, não ocorrida, o impeachment, para o qual a oposição não teria votos, e a vacância após a saída não autorizada do país. Embora o paradeiro de Goulart tenha sido comunicado aos parlamentares, Auro de Moura Andrade declarou a vacância da Presidência e rapidamente fechou a tumultuosa sessão da madrugada. Com a anuência do Judiciário, Ranieri Mazzilli foi empossado às 03:45. Sua posse e uma posterior eleição indireta estavam previstas na lei, mas não a vacância naquelas condições. Enquanto isso, no dia 2 Goulart ainda tinha algum poder em Porto Alegre, o que poderia até mesmo levar à dualidade de governo, mas não quis o conflito e seguiu ao interior do estado. Somente em 4 de abril ele deixou o país, rumando ao Uruguai.
A declaração da vacância ocorreu enquanto o governo de Goulart ruía com o golpe e a participação do Congresso foi importante no seu desfecho para conferir legitimidade ao mesmo, mas no novo balanço de forças o Congresso ficou inferior aos militares. Em 21 de novembro de 2013, o Congresso Federal tornou nula a declaração de vacância.

## Relação de Goulart com o Congresso

Mazzilli entrega a faixa presidencial a Goulart em 1961

O sistema político na República Populista era dominado por três partidos, o Partido Social Democrático (PSD), União Democrática Nacional (UDN) e Partido Trabalhista Brasileiro (PTB). PSD e PTB eram aliados na maior parte desse período. O presidente Goulart era do PTB, que tinha 28,4% das cadeiras na Câmara nas eleições legislativas de 1962, e assim dependia do PSD, com 28,9%; porém, acabou governando sem a maioria, tal como seu antecessor, Jânio Quadros, que também não chegou ao fim do mandato. O PSD, força mediadora localizada no centro, desestabilizou o sistema quando deixou de equilibrá-lo: de 1963 em diante esteve ao lado da UDN oposicionista, sendo “fiel da balança” da queda do presidente.
O governo de Goulart foi marcado por conflitos entre os Poderes Executivo e Legislativo. Devido à grande polarização, poucos projetos eram aprovados no Legislativo, incluindo propostas do Executivo. O número de atores com poder de veto, incluindo as duas frentes parlamentares (Frente Parlamentar Nacionalista e Ação Democrática Parlamentar), era alto, impedindo a concretização de mudanças.
O presidente conseguiu apoio legislativo para antecipar o referendo sobre o presidencialismo, recuperando os poderes perdidos à República Parlamentarista, mas o Congresso derrubou uma emenda constitucional para a reforma agrária em maio de 1963. A reforma agrária seria uma das reformas de base, a ambição do PTB. Com a perda de apoio ao presidente no Congresso e a guinada do PSD para a direita, tornou-se difícil realizar as reformas através dele. Isso é atribuído tanto à incapacidade política do presidente, como feito por políticos à época e autores posteriores (Elio Gaspari e Marco Antonio Villa), quanto, contrariamente, ao conflito social do momento impossibilitando a construção de apoio no Congresso. As reformas de base são também acusadas, como por Wanderley Guilherme dos Santos, de ser, à exceção da agrária, obscuras e sem clareza, só expostas na mensagem presidencial ao Congresso em 1964, com pouca iniciativa tomada pelo presidente. Porém, elas eram discutidas na sociedade desde antes do governo de Goulart. A controvérsia era por elas beneficiarem e prejudicarem determinados setores da sociedade.
Candidatos contrários às reformas defendidas pela esquerda foram financiados pelo Instituto Brasileiro de Ação Democrática, com envolvimento financeiro estrangeiro, nas eleições de 1962. Integrantes da UDN e do PSD participaram das conspirações que conduziriam ao golpe de Estado de 1964. O pedido de estado de sítio de novembro de 1963 foi rechaçado pela esquerda e direita e derrotado pelos parlamentares, demonstrando o isolamento do presidente. Nos últimos momentos de seu governo, como no Comício da Central, o presidente, como queria parte da esquerda, abandonou a conciliação e buscou mobilizar a pressão popular para conseguir do Congresso as reformas, alarmando assim os parlamentares conservadores.

## Brasília durante o golpe

### Situação militar no Planalto Central
Em 31 de março de 1964 a 4ª Região Militar, em Minas Gerais, entrou em revolta contra o governo e iniciou uma ofensiva rumo à antiga capital na Guanabara. À meia-noite o Segundo Exército, de São Paulo, aderiu ao golpe e também avançou contra o Rio de Janeiro. Tanto o Segundo Exército quanto a 4ª Região Militar também ordenaram operações contra a nova capital. O 16º Batalhão de Caçadores, unidade do Segundo Exército sediada em Cuiabá, adentrou Goiás pelas estradas e por transporte aéreo. Em Brasília o Comando Militar e 11ª Região Militar, chefiados pelo general Nicolau Fico, ficaram em situação confusa, com muitos oficiais rejeitando a autoridade do governo. A 4ª Companhia do Batalhão da Guarda Presidencial (BGP) saiu de Brasília para defender a fronteira Goiás/Minas. Como a fronteira ainda estava desocupada, o 10º Batalhão da Polícia Militar de Minas Gerais foi apressadamente transferido para impedir a entrada do BGP em território mineiro. Mais tarde no dia 1º de abril, sabendo da adesão do Primeiro Exército, no Rio de Janeiro, ao golpe, o BGP recuou. Posteriormente, reforços da polícia mineira e Exército convergiram a Brasília.

### Situação do Congresso
Auro de Moura Andrade lançou um manifesto rompendo o Senado com o governo e pedindo a intervenção das Forças Armadas no processo político. Porém, na noite do dia 31 protestou no plenário: a ida e vinda dos parlamentares era impossível com o bloqueio do aeroporto e rodovias. Rádio e televisão estavam sob censura e ele não pôde se dirigir à nação: o chefe da polícia no Distrito Federal apreendera o videotape com seu pronunciamento. A transferência do Congresso a outra cidade estava em consideração: Mauro Borges, governador de Goiás, ofereceu Goiânia, e no dia 30 o deputado Herbert Levy falara numa transferência a São Paulo ou Belo Horizonte. No Congresso, “palco de diálogos ríspidos, veementes”, os congressistas ansiosamente acompanhavam as notícias da adesão do general Amaury Kruel, comandante do Segundo Exército. O deputado Francisco Julião afirmou ter 60 mil homens armados das Ligas Camponesas dispostos a defender o governo, o que não passava de bravata, mas intimidou os parlamentares.
O maior temor de Auro era quanto à aglomeração no Teatro Experimental de Brasília, que, diziam, atacaria os apartamentos dos deputados. Portanto, solicitou a presença ostensiva do Exército ao redor do Congresso e pela cidade, mas não foi atendido. No Teatro, Darcy Ribeiro, chefe do Gabinete Civil de Goulart, havia organizado na manhã do dia 1 cerca de mil candangos para, segundo ele, ocupar pacificamente a Câmara e o Senado no dia seguinte. Elio Gaspari registra também a participação dos Grupos dos Onze na organização e que poderiam ser ponto de partida para uma milícia popular; informaram nome, endereço e profissão, foram registrados pelo Sindicato dos Servidores Civis e deveriam receber no dia seguinte, num núcleo de colonização rural, armas e instruções. Em outro momento, o chefe do Gabinete Civil entregou armas e uma lista de políticos a serem presos ou executados (dependendo da versão), entre eles os presidentes do Supremo Tribunal Federal (STF) e Senado, a dois dirigentes do Partido Comunista. Eles recusaram o ato, considerando-o terrorista.
Goulart desembarcou em Brasília no dia 1, vindo do Rio de Janeiro, mas de noite voou a Porto Alegre. Em Brasília estava isolado e sob risco militar. O general Fico jurou lealdade, embora ela fosse duvidosa. Os aliados do presidente previam uma tentativa de impeachment no Congresso; o deputado Tancredo Neves imaginou uma situação equivalente à dos presidentes Café Filho e Carlos Luz. Consideravam essencial, para evitá-la, que a segurança do Congresso permanecesse com a polícia, sem o Exército sair à rua; a presença do Exército estimularia o Congresso a agir contra o presidente da República. Assim, o general Fico deveria colaborar. Porém, na volta do aeroporto encontraram a Esplanada dos Ministérios ocupada pelo Exército, que havia ignorado o desejo de Jango e passado a cumprir a ordem do presidente do Senado. O Congresso estava iluminado: “Iniciava-se o processo de luta parlamentar”.

## A declaração no Congresso

### Aspectos legais

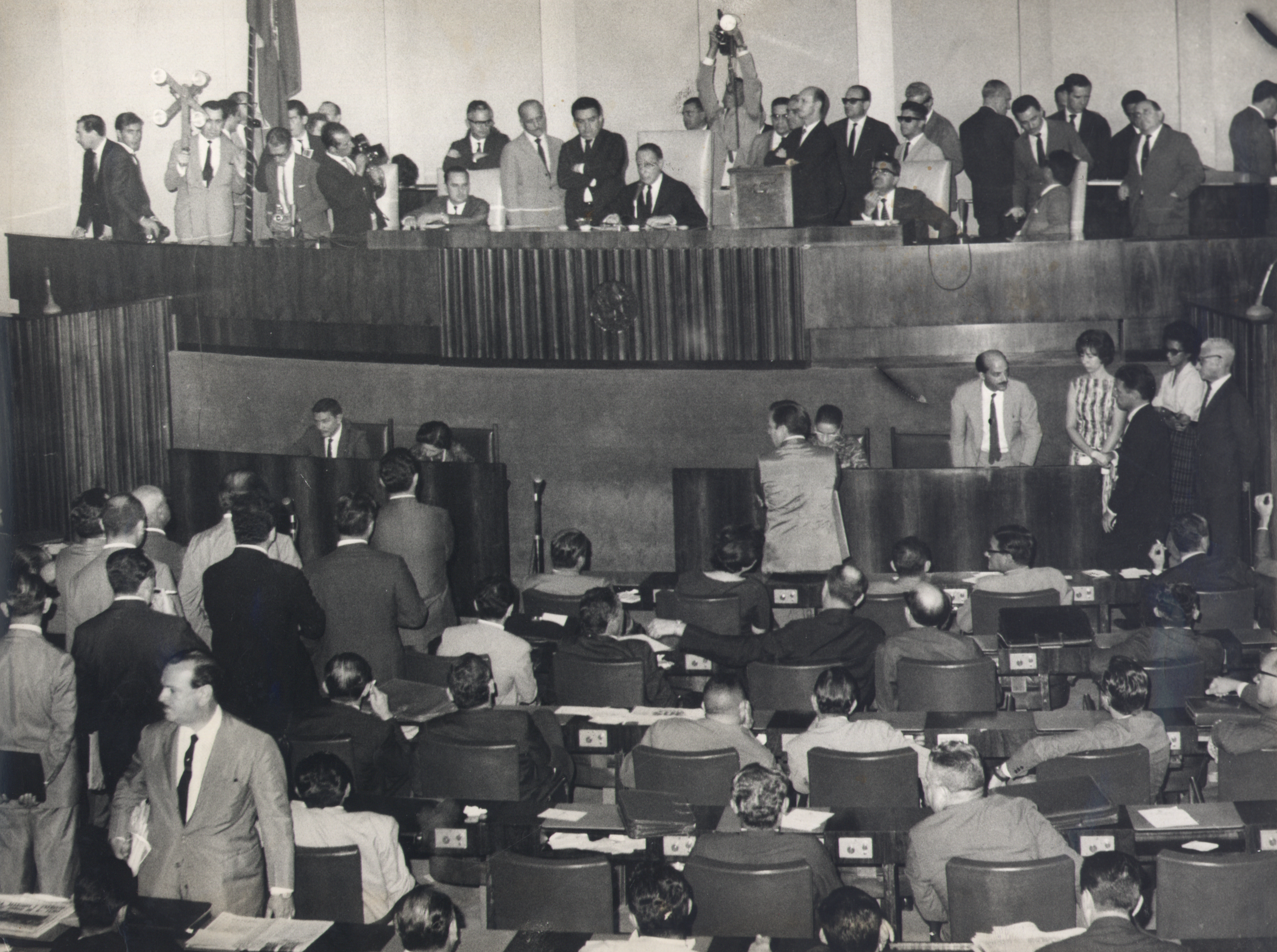
Eleição de Ranieri Mazzilli à presidência da Câmara antes do golpe

Pela Constituição de 1946, havia três formas de afastar o presidente da República: impeachment, renúncia ou, conforme o art. 85,

O Presidente e o Vice-Presidente da República não poderão ausentar-se do País sem permissão do Congresso Nacional, sob pena de perda do cargo.

Goulart não renunciou e a oposição sabia não ter os votos necessários para um impeachment. O PTB estava preparado para o impeachment e poderia impedi-lo ou atrasá-lo dentro do Regimento, se necessário pela falta de quórum. Da mesma forma, durante a sessão do Congresso, na madrugada do dia 2, foi lido um comunicado informando a presença do presidente  em Porto Alegre (na realidade ele estava voando de Brasília até Porto Alegre). Após a saída de Goulart de Porto Alegre, o prefeito Sereno Chaise declarou à tarde que ele havia deixado o país, mas Goulart esteve nas suas fazendas no Rio Grande do Sul até 4 de abril, e só então seguiu ao exílio no Uruguai. Os congressistas não tinham paciência para esperar a saída do presidente do país, e assim a vacância foi declarada sem base constitucional: Goulart não só permaneceu em território nacional, como também informou o Congresso desse fato.
A linha de sucessão presidencial era o presidente da República, vice-presidente e presidente da Câmara dos Deputados. O presidente da República eleito em 1960, Jânio Quadros, renunciara em 1961. Goulart era o vice-presidente da eleição de 1960 e foi empossado após a Campanha da Legalidade. O presidente da Câmara era Ranieri Mazzilli. Assim, declarada a vacância, o poder foi transferido a Mazzilli, obedecendo a linha de sucessão definida no artigo 79. A imprensa favorável ao golpe elogiou a constitucionalidade da sucessão, mas não considerou as condições em que a vacância foi declarada, dando-a como certa.

### Sessão conjunta
Próximo à meia-noite, Auro de Moura Andrade estava reunido com as cúpulas do PSD e UDN, e Tancredo Neves suspeitou que estavam arquitetando a deposição de Goulart. Suspeitando que ele seria declarado em local incerto ou fora do país, Waldir Pires redigiu um ofício, a ser assinado por Darcy Ribeiro, esclarecendo o paradeiro do presidente. Iniciou-se uma sessão conjunta do Congresso Nacional, com a presença de 212 congressistas (29 senadores e 183 deputados). Devido ao tumulto, ela foi suspensa por 20 minutos. Foi durante a suspensão que Pedro Aleixo teria, segundo foi informado Tancredo Neves, sugerido um golpe sumário, fazendo a declaração e suspendendo a sessão. Quando a sessão foi reaberta, Auro declarou que Goulart havia deixado o governo. Por insistência da bancada governista, ele permitiu a leitura do ofício assinado por Darcy Ribeiro:
O senhor Presidente da República incumbiu-me de comunicar a Vossa Excelência que, em virtude dos acontecimentos nacionais das ultimas horas, para preservar de esbulho criminoso o mandato que o povo lhe conferiu, investindo-o na Chefia do Poder Executivo, decidiu viajar para o Rio Grande do Sul, onde se encontra à frente das tropas militares legalistas e no pleno exercício dos Poderes constitucionais, com seu Ministério.

Sem responder a isso, Auro prosseguiu:
O Sr. Presidente da República deixou a sede do Govêrno... deixou a Nação acéfala numa hora gravíssima da vida brasileira em que é mister que o Chefe de Estado permaneça à frente do seu Govêrno.

O Sr. Presidente da República abandonou o Govêrno. A acefalia continua. Há necessidade de que o Congresso Nacional, como poder civil, imediatamente tome a atitude que lhe cabe, nos têrmos da Constituição, para o fim de restaurar, na pátria conturbada, a autoridade do Govêrno, a existência do Govêrno. Não podemos permitir que o Brasil fique sem Govêrno, abandonado.
Recai sôbre a Mesa a responsabilidade pela sorte da população do Brasil em pêso.
Assim sendo, declaro vaga a Presidência da República e, nos têrmos do Art. 79 da Constituição Federal, investido no cargo o Presidente da Câmara dos Deputados, Sr. Ranieri Mazzilli.

A sessão terminou às 03h00 da madrugada. Auro encerrou a sessão, desligando o alto-falante e as luzes do Plenário. O clima havia sido pesado, com tanto aplausos quanto protestos e tumulto. O decreto de vacância não foi votado pelos parlamentares, mas apenas comunicado pelo presidente do Senado. A base aliada tentou obstruir essa declaração, e, sob grande tumulto, tentou reabrir a sessão. Apesar de ter alguns deputados de grande vigor físico formando um dispositivo de segurança pessoal, Auro foi esbofeteado pelo deputado Rogê Ferreira, mas conseguiu rapidamente sair ao gabinete de Ranieri Mazzilli.
Temendo uma multidão que estava na rodoviária e sem confiança plena no Exército, o Congresso tinha em mãos, a empréstimo de Mauro Borges, três metralhadoras em pontos estratégicos e alguma munição. Dois congressistas militares trabalhavam na segurança. Darcy Ribeiro menciona ainda o envio de capangas pelo governador goiano.
Em 2013, o Congresso anulou a sessão em caráter simbólico.

### Significância

Auro de Moura Andrade, presidente do Senado

A declaração da vacância do cargo de Goulart por Auro de Moura Andrade foi feita quando a desintegração do governo era perceptível. Antes da declaração, o deputado Pedro Aleixo afirmou que a atitude era esperada pelos militares. Ela é referida como uma precipitação dos acontecimentos, com a deposição de Goulart; a participação estratégica do Legislativo no golpe; a consumação do golpe; e um desfecho com aparência legítima. Ela foi importante para conferir legitimidade ao novo regime diante da opinião pública. Por outro lado, o primeiro Ato Institucional (AI), dias depois, explicitamente negou que o Congresso desse legitimidade à “Revolução”, pois, em suas palavras, “a revolução vitoriosa (...) se legitima por si mesma” e “os processos constitucionais não funcionaram para destituir o governo”; o Ato reconhecia o rompimento com a normatividade anterior, e a “Revolução” não estava restrita por ela.
Depoimentos de militares reconhecem a ausência de obstáculo do Congresso à deposição do presidente e seu papel na institucionalização do golpe, mas enquanto alguns avaliam positivamente as motivações dos congressistas, para outros eles foram oportunistas. A maioria dos congressistas justificou a medida como uma forma de restaurar a ordem pública e defender o regime democrático de uma revolução socialista ou de uma realização das reformas de base sem a anuência do Congresso. Para eles, o presidente do Senado apenas cumpriu a Constituição, e esse cumprimento dava caráter democrático à sua ação. Conforme o senador Wilson Gonçalves, “houve o abandono – fato. Não nos cabia, porque somos julgadores, indagar das causas do fato. Teríamos que tomar o fato e procurar,  no esforço de salvar a Democracia, no esforço de restabelecer o império absoluto e pleno da nossa Constituição”. Porém, congressistas do PTB e Frente Parlamentar Nacionalista denunciaram o ato, como o senador Oscar Passos, para o qual a sessão foi conduzida de forma “brutal, ilegal e violenta”.
Por meses antes do golpe, Auro de Moura Andrade participou do grupo conspiratório do marechal Cordeiro de Farias e o governador de São Paulo Ademar de Barros. Em suas memórias, justificou sua ação no momento do golpe: “nenhuma nação pode dormir sem presidente”; “O que eu precisava era destitular o presidente, a fim de liberar o III Exército e desobrigá-lo de lutar contra os que haviam se erguido em defesa da integridade constitucional”. Em 2 de abril, a adesão do Terceiro Exército ao golpe ainda estava incompleta. Auro tinha também um motivo pessoal: em julho de 1962, durante o regime parlamentar, o presidente o nomeou como primeiro-ministro, sob a condição de ficar com uma carta de renúncia. Dois dias depois, enquanto Auro concluía as negociações de seu ministério, Goulart usou essa carta para removê-lo do posto.
O decurso dos eventos até a posse de Castelo Branco foi notoriamente semelhante ao previsto num plano de contingência americano de 1963: Goulart seria “persuadido” a afastar-se e Ranieri Mazzilli ocuparia seu cargo até a eleição de um novo presidente pelo Congresso. Essa era a terceira hipótese do plano. A segunda previa a formação de um “governo provisório alternativo” que poderia solicitar apoio americano, especialmente logístico, num conflito com os partidários de Jango. Esse governo provisório é associado tanto à administração surgida da ação do Congresso quanto à iniciativa do governador de Minas Gerais, Magalhães Pinto, que nomeou Afonso Arinos como secretário de governo para obter no exterior o reconhecimento de um estado de beligerância.

## Sucessão presidencial

### Posse de Mazzilli
Darcy Ribeiro planejou impedir a posse, isolando o Congresso, cortando a água e luz e impedindo a entrada da comitiva no Palácio do Planalto, mas os poucos militares legalistas restantes estavam indecisos demais. Ranieri Mazzilli teve “a menor comitiva de posse de um presidente da história republicana”. Com Auro e o presidente do STF, o juiz Ribeiro da Costa, seguiu em poucos carros ao Palácio. Quatro deputados armados serviram de segurança. O presidente do STF representava ali a aprovação do Judiciário ao golpe, embora o STF não tenha conspirado contra Goulart ou participado ativamente de sua deposição. O Planalto estava às escuras, e um deputado subiu as escadas à luz de fósforos. Outros dois vasculharam o prédio, onde alguns contínuos dormiam nas poltronas, e conseguiram que um abrisse as portas. A posse ocorreu às 03h45, no terceiro andar, com a presença de alguns deputados.
Um membro da comitiva sugeriu a presença de um general. O encontrado, por telefone, foi o general André Fernandes, sem comando e sem prestígio. O general Fico havia sido convidado, mas mostrou-se indeciso. Ele foi encontrado no quarto andar, na companhia de Waldir Pires e Darcy Ribeiro. Três deputados subiram para convencê-lo a participar, mas ele não quis descer. Surgiu uma tensa discussão entre Fico e Darcy Ribeiro sobre sua lealdade, pois ele já estava recebendo ordens do general Costa e Silva, que havia tomado o Ministério da Guerra no Rio de Janeiro. Darcy chamou-o de “macaco traidor”. Ele e Waldir Pires, últimos representantes do janguismo no Planalto, saíram pelo elevador privativo. Mazzilli iniciou seu governo em Brasília, mas o poder estava concentrado nos militares constituídos no Comando Supremo da Revolução, no Rio de Janeiro.

### Eleição de Castelo Branco

Mazzilli entrega a faixa presidencial a Castelo Branco

Ao chegar ao Rio Grande do Sul, Goulart pretendeu reinstalar seu governo em Porto Alegre, o que configuraria uma dualidade de governo no Brasil. Os civis governistas estavam mobilizados na cidade e o comando do Terceiro Exército era legalista, mas as tropas ainda fiéis eram poucas, uma derrota militar seria iminente e Jango não queria o derramamento de sangue. Assim, às 11h30 do dia 2 deixou a cidade, rumando a São Borja, e posteriormente seguiu ao Uruguai.
O mandato de Mazzilli era temporário. A Constituição previa:

Art. 79 § 2º - Vagando os cargos de Presidente e Vice-Presidente da República, far-se-á eleição sessenta dias depois de aberta a última vaga. Se as vagas ocorrerem na segunda metade do período presidencial, a eleição para ambos os cargos será feita, trinta dias depois da última vaga, pelo Congresso Nacional, na forma estabelecida em lei. Em qualquer dos casos, os eleitos deverão completar o período dos seus antecessores.

O AI-1, outorgado pelo Comando Supremo da Revolução em 9 de abril, antecipava a escolha do novo presidente para dois dias depois. A eleição indireta determinou o general Castelo Branco como o sucessor. O Ato fortalecia o Executivo em detrimento do Legislativo e definia as diretrizes para o expurgo do funcionalismo civil e das legislaturas. Ele expressava a supremacia dos militares sobre o Congresso, pois sua implantação ignorou uma lei mais limitada proposta por parlamentares do PSD e UDN. O preâmbulo do Ato definiu que a dissolução do Congresso era prerrogativa do poder irrestrito da “Revolução”, mas que ela optou por conservá-lo.

### Citações
1. ↑  «Resolução do Congresso Nacional - 4 de 28/11/2013». legis.senado.leg.br. Consultado em 16 de março de 2022
2. 1 2  Carvalho 2007.
3. 1 2  Ribeiro 2013, p. 113.
4. ↑  Ribeiro 2016, p. 35.
5. ↑  Ribeiro 2013, p. 153.
6. ↑  Ribeiro 2016, p. 37-38.
7. ↑  Ribeiro 2016, p. 81-83.
8. ↑  Ribeiro 2013, p. 135.
9. ↑  Ribeiro 2013, p. 87.
10. ↑  Ribeiro 2013, p. 148-149.
11. ↑  Ribeiro 2013, p. 114-115.
12. ↑  Ribeiro 2013, p. 79 e 95-97.
13. ↑  Ribeiro 2016, p. 39.
14. ↑  Ribeiro 2013, p. 166-171.
15. ↑  Ribeiro 2013, p. 164.
16. ↑  Ribeiro 2013, p. 173-183.
17. ↑  Ribeiro 2016, p. 30-31.
18. ↑  Silva 2014a, p. 348-350.
19. ↑  Silva 2014b, p. 175-176.
20. ↑  D'Aguiar 1976, p. 171-172.
21. ↑  D'Aguiar 1976, p. 169.
22. ↑  Motta 2003, Tomo 15, p. 261-266, Tomo 5, p. 287-293, e Tomo 7, p. 213-217.
23. ↑  Silva 2014b, p. 189-192.
24. ↑  Silva 2014b, p. 177.
25. ↑  Inácio 2010, p. 68.
26. ↑  Correio da Manhã, 1 de abril de 1964, “Brasília isolada: protesto de Auro”, p. 3.
27. ↑  Correio da Manhã, 1 de abril de 1964, “Mauro quer congressistas em Goiânia”, p. 3..
28. ↑  Duarte 1964, p. 139.
29. ↑  Silva 2014a, p. 374.
30. 1 2  Gaspari 2014.
31. ↑  Ferreira 2011, p. 500.
32. ↑  Silva 2014a, p. 377-379.
33. 1 2  Ribeiro 2012.
34. ↑  Gaspari 2014, “O Exército dormiu janguista”.
35. 1 2 3 4  Gaspari 2014, “O Exército acordou revolucionário”.
36. ↑  Inácio 2010, p. 60-61.
37. ↑  Faria 2013, p. 437.
38. ↑  Silva 2014a, p. 380-381.
39. 1 2  Forattini 2019, p. 150.
40. 1 2  Constituição de 1946 dos Estados Unidos do Brasil.
41. 1 2  Inácio 2010, p. 64.
42. ↑  Axt 2020, p. 325.
43. ↑  Inácio 2010, p. 78.
44. 1 2  Forattini 2019, p. 151.
45. 1 2  Skidmore 1982, p. 365.
46. 1 2 3  Miranda 2018, p. 165-166.
47. 1 2 3 4  Inácio 2010, p. 65.
48. ↑  Silva 2014a, p. 381-382.
49. ↑  Inácio 2010, p. 64-65.
50. ↑  Silva 2014a, p. 381-385.
51. ↑  Skidmore 1982, p. 111.
52. 1 2  Ribeiro 2013, p. 205.
53. ↑  Silva 2014a, p. 381.
54. ↑  Silva 2014a, p. 385.
55. 1 2  Faria 2013, p. 453.
56. ↑  G1, 21 de novembro de 2013.
57. 1 2  Schwarcz & Starling 2015, cap. 17.
58. ↑  Inácio 2010, p. 62.
59. ↑  Ferreira & Gomes 2014, cap.22.
60. 1 2  Bandeira 1978, p. 183.
61. ↑  Ribeiro 2013, p. 206.
62. ↑  Silva 2017, p. 75-76 e 82.
63. ↑  Atassio 2007, p. 109-111.
64. ↑  Ribeiro 2013, p. 206-208.
65. ↑  Ribeiro 2013, p. 167.
66. ↑  Atassio 2007, p. 109.
67. 1 2  Axt 2020.
68. ↑  Inácio 2010, p. 67.
69. ↑  Faria 2013, p. 60-63.
70. 1 2  Ferreira 2011, p. 501.
71. 1 2 3 4  Silva 2014a, p. 386.
72. ↑  Valério 2010, p. 48-49.
73. ↑  Skidmore 1982, p. 371-374.
74. ↑  Forattini 2019, p. 152-157.